# Neuhof (Bassa Sassonia)
Neuhof è una frazione del comune tedesco di Lamspringe, in Bassa Sassonia.
Il 1º marzo 1974 al territorio comunale di Neuhof fu unito quello del soppresso comune di Wöllersheim.
Neuhof costituì un comune autonomo fino al 1º novembre 2016.